# Sempiternal Deathreign
Sempiternal Deathreign is een metalband uit Gouda, die maar een korte periode actief is geweest. Sempiternal Deathreign wordt beschouwd als de eerste Nederlandse deathmetalband. Naast deathmetal speelde Sempiternal Deathreign ook doommetal.

## Geschiedenis
Sempiternal Deathreign werd opgericht in 1986 in Gouda door de neefjes Victor van Drie (later ook bekend van Eternal Solstice), Frank Faase (later ook van Sinister) en Mischa Hak (Eternal Solstice en Mourning). De groep ging in 1990 weer uit elkaar en bracht in die tijd één oefentape (Rehearsel, 1987), één demo (Creepshow, 1988) en één album (The Spooky Gloom) uit.
Deathmetal werd eind jaren tachtig nog gezien als een variant op thrashmetal. Toen The Spooky Gloom verscheen, werd het daarom nog geen deathmetal-album genoemd. Zanger Frank Faase was slechts 15 jaar oud ten tijde van Spooky Gloom. Maar het geluid dat hij liet horen, klonk veel rauwer en volwassener dan je van iemand van zijn leeftijd mocht verwachten. Met het verschijnen van Deaths album Scream Bloody Gore werd de richting definitief bepaald.
Na de opname van The Spooky Gloom kreeg de band het echter niet voor elkaar de gelederen bijeen te houden en viel uiteen. De leden waren later terug te vinden in Sinister, Eternal Solstice, Mourning en Thanatos.

## Bandleden
- Victor van Drie - Basgitaar, piano, zang (1986-1990)
- Frank Faase – Zang, gitaar 1986-1990)
- Mischa Hak - Drums (1986-1989)
- Remo van Arnhem – Sessiedrummer (1989)

## Discografie
- 1987 - Rehearsel (demo)
- 1988 - Creepshow (demo)
- 1989 - The Spooky Gloom (album)